# Physarum polycephalum
Physarum polycephalum és una espècie de mixomicet. Habita les zones amb ombra, fredes i humides, sobretot en les fulles i els troncs en descomposició. Tot i així, és sensible a la llum. Pot menjar espores de fongs, bacteris i altres microbis. És un dels protists més utilitzats com a organisme model per molts estudis pel moviment ameboide i la motilitat cel·lular.